# Rousínov (Slabce)
Rousínov je vesnice, část městyse Slabce v okrese Rakovník ve Středočeském kraji. Obec se nachází patnáct kilometrů jihozápadně od Rakovníka a představuje významný soubor lidové architektury, která byla ušetřena větších moderních zásahů.

## Název
Název vesnice je odvozen z osobního jméno Rúsín, které se změnilo v Rousín, ve významu Rousínův dvůr. V historických pramenech se název vsi objevuje ve tvarech: Russynow (1352 – okolo 1405), in Russina (1363), Rusynow (1410), in Russinowie (1457) nebo Rausynow (1623).

## Historie
Podle Václava Kočky byl Rousínov založen za vlády knížete Břetislava I., který osídlil okolní kraj zajatci ze svého tažení do Polska od hradu Hedče a z Červené Rusi. Dokladem toho mají být místní názvy Hedčany, Krakov, rybník Polák, bývalý Polský ovčín.
První písemná zmínka o Rousínovu pochází z roku 1352 a nachází se v církevních záznamech rakovnického děkanství. V roce 1335 prodal Hynek ze Žleb hrad Hazmburk králi Janovi Lucemburskému. Václav Kočka Hynka ze Žleb spojil s Hynkem z Krakova a bez opory v písemných pramenech uvedl, že Hynek od panovníka dostal náhradou vsi Krakov, Všesulov, Skupá a Rousínov. Vycházel nejspíše ze skutečnosti, že uvedené vesnice byly základem krakoveckého panství, byť to lze doložit až o desítky let později. Hynek ze Žleb navíc zemřel už roku 1351, zatímco Hynek z Krakova vykonával roku 1358 podací právo ke kostelu svaté Markéty ve Skytalech. Roku 1363 Všesulov, který tehdy patřil ke Krakovu, od Čeňka ze Mšeného koupil Jan, levoboček falckého kurfiřta Rudolfa II. Jan poté v letech 1371, 1374 a 1376 vykonával podací právo k rousínovskému kostelu. V roce 1410 byl Rousínov součástí krakoveckého panství, které tehdy koupil Jindřich Lefl z Lažan.
Roku 1457 byl v Rousínově poplužní dvůr jakéhosi Duchka z Rúsinova, což sice nebyl šlechtic, ale mohl to být svobodný rychtář v Rousínově.
Po smrti Jindřicha Albrechta z Kolovrat v roce 1530 se dělilo krakovecké panství mezi jeho syny Albrechta Hynka a Jana z Kolovrat, přičemž Rousínov zůstal u krakoveckého panství, které dostal Albrecht. Dalšími majiteli byli Jan Popel z Lobkovic a Jan Újezdecký z Červeného Újezdce. Jeho synové prodali Zhoř, Rousínov a Skupou Dlaskovi ze Vchynic na Petrovicích. Roku 1589 koupil tento majetek Jaroslav ze Vchynic, jeho dva synové se roku 1614 rozdělili takto: jeden dostal Krakovec a půl Rousínova, druhý Zhoř, Skupou a druhou polovinu Rousínova. Za třicetileté války byl Rousínov z poloviny spálen.
Dalším majitelem byl Ota Jiří Helversen, který roku 1670 ustanovil, že chce být pohřben v rousínovském kostele. Za jeho spásu se sloužilo 500 mší, poddaným se odpustily všechny poplatky, bylo rozděleno 150 zlatých, žebrákům po 15 krejcarech, školní mistr dostal 5 zlatých, manželka Maxmiliána Lidmila 1000 zlatých, zlaté řetězy, koně, pozlacenou vázu a poháry, psací stůl, perský koberec atd. V Rousínově byla pohřbena též jeho manželka a později i syn Diviš Albrecht.
Roku 1715 koupil Rousínov a další obce Karel Josef Hildeprant z Ottenhausenu. Dalšími majiteli panství krakoveckého a tedy i Rousínova byli jeho potomci. Roku 1847 koupil panství Hugo hrabě z Nostic Rieneka na Hřebečnících a ten jej prodal roku 1866 knížeti Alexi Croy Düllmen a jeho manželce Františce Salm-Salmové.
Ve vsi byly v roce 1932 evidovány tyto živnosti a obchody: 3 hostince, kolář, kovář, 2  krejčí, obuvník, pekař, řezník, sadař, 2 obchody se smíšeným zbožím, spořitelní a záložní spolek pro Rousínov, trafika, truhlář.

## Obyvatelstvo
| Rok            | 1869 | 1880 | 1890 | 1900 | 1910 | 1921 | 1930 | 1950 | 1961 | 1970 | 1980 | 1991 | 2001 | 2011 | 2021 |
| -------------- | ---- | ---- | ---- | ---- | ---- | ---- | ---- | ---- | ---- | ---- | ---- | ---- | ---- | ---- | ---- |
| Počet obyvatel | 612  | 516  | 493  | 460  | 440  | 394  | 376  | 296  | 259  | 195  | 142  | 106  | 96   | 74   | 106  |
| Počet domů     | 82   | 85   | 84   | 87   | 82   | 85   | 87   | 79   | 80   | 67   | 57   | 70   | 73   | 73   | 72   |

## Obecní správa
Při sčítání lidu v letech 1850–1979 Rousínov byl samostatnou obcí v okrese Rakovník. Od 1. ledna 1980 je částí městyse Slabce v okrese Rakovník. V letech 1850–1979 k obci patřila Nová Ves.

## Pamětihodnosti

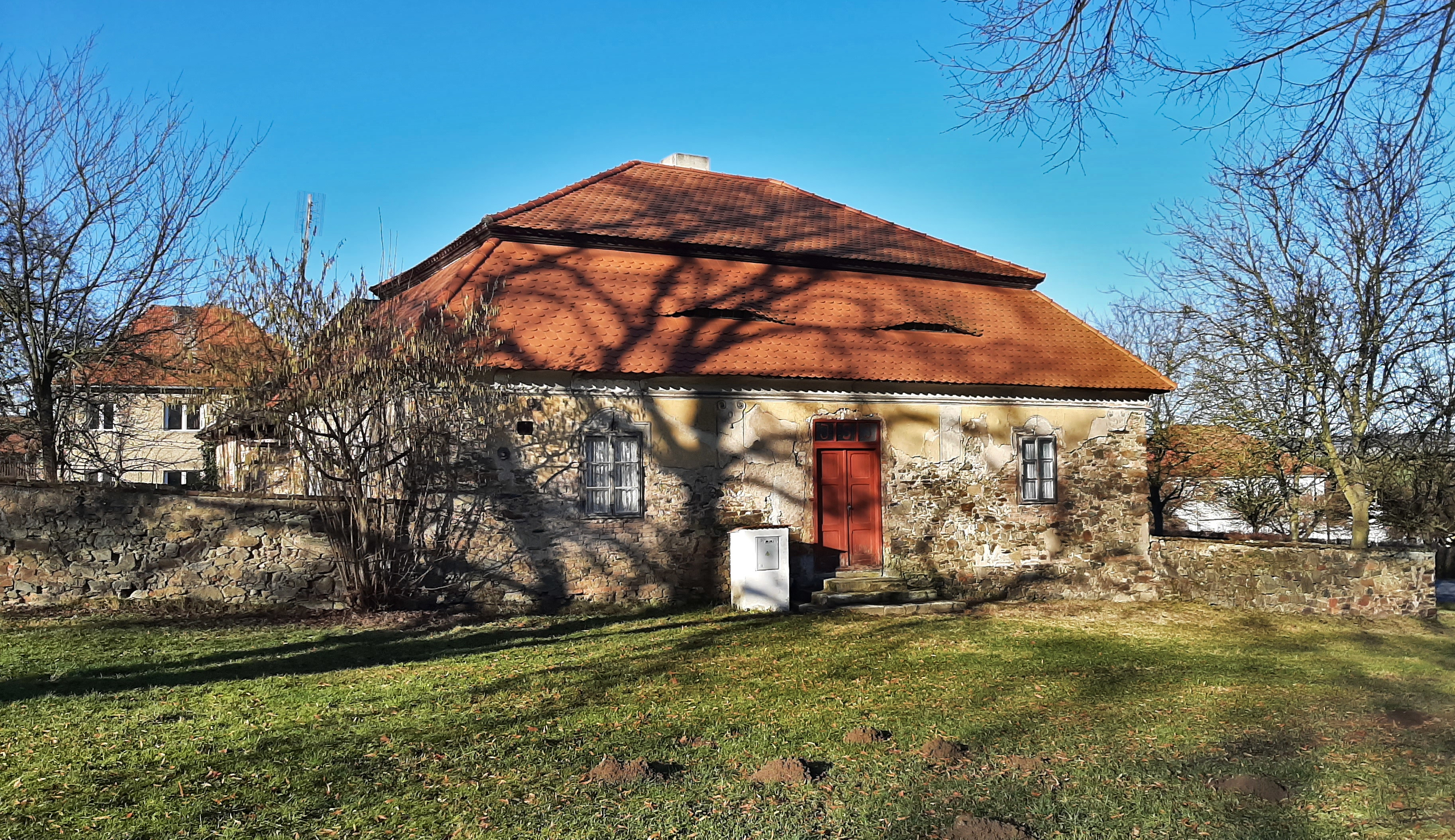
Fara

- Kostel Narození Panny Marie zmíněný poprvé v roce 1363, kdy zde byl z popudu rytíře Smila z Krakova ustanoven knězem Václav Franěk
- Bývalá sýpka
- Dům čp. 1
- Usedlost čp. 2
- Fara (dům čp. 36)
- Rodný dům Karla Buriana (čp. 40) s pamětní deskou od Františka Zusky

## Rodáci
- Karel Burian (1870–1924), operní pěvec
- Václav Konopásek (1866–1938), hudební skladatel a pedagog
- Václav Nováček (1906–1953), malíř

## Další fotografie

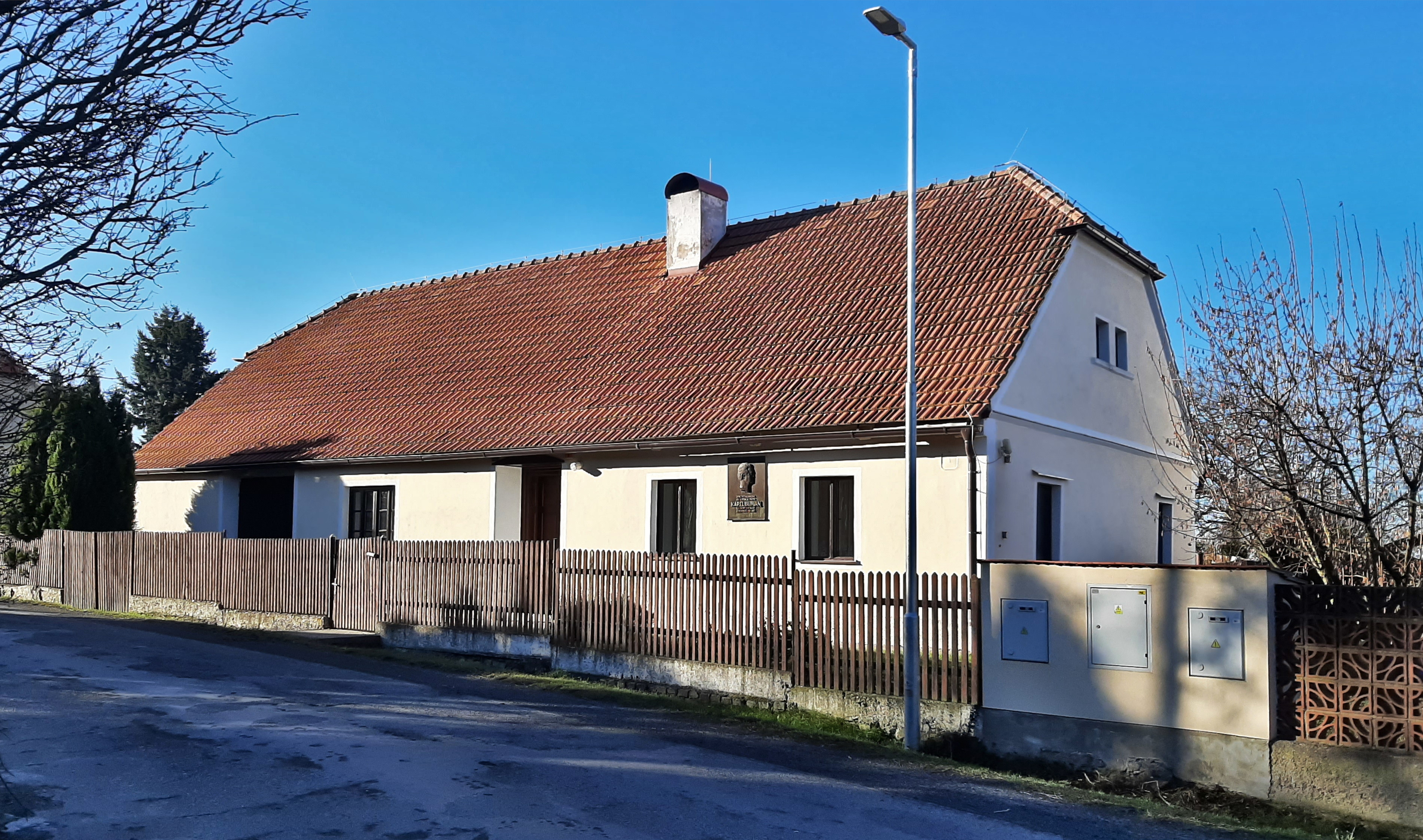
Rodný dům Karla Buriana
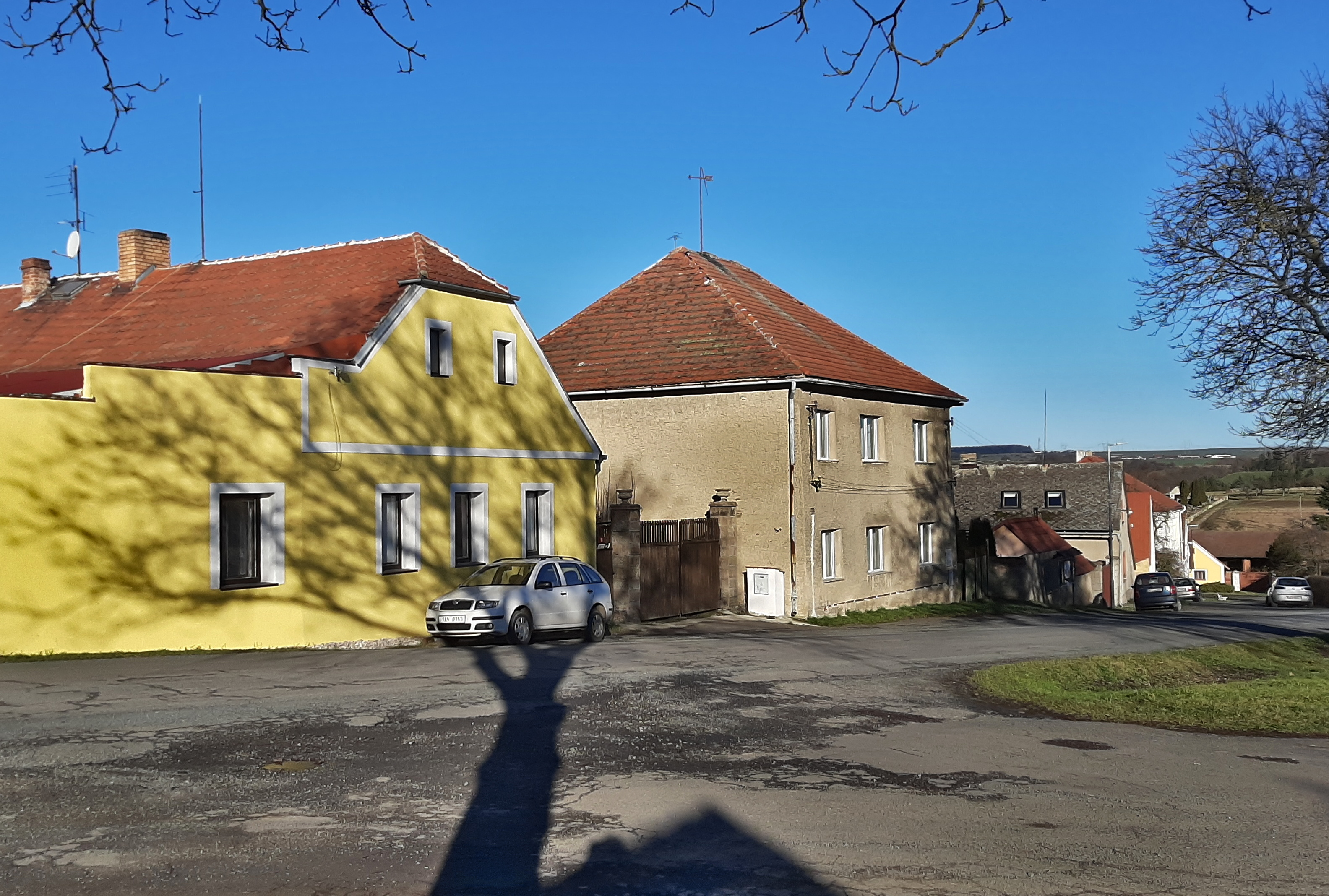
Náves
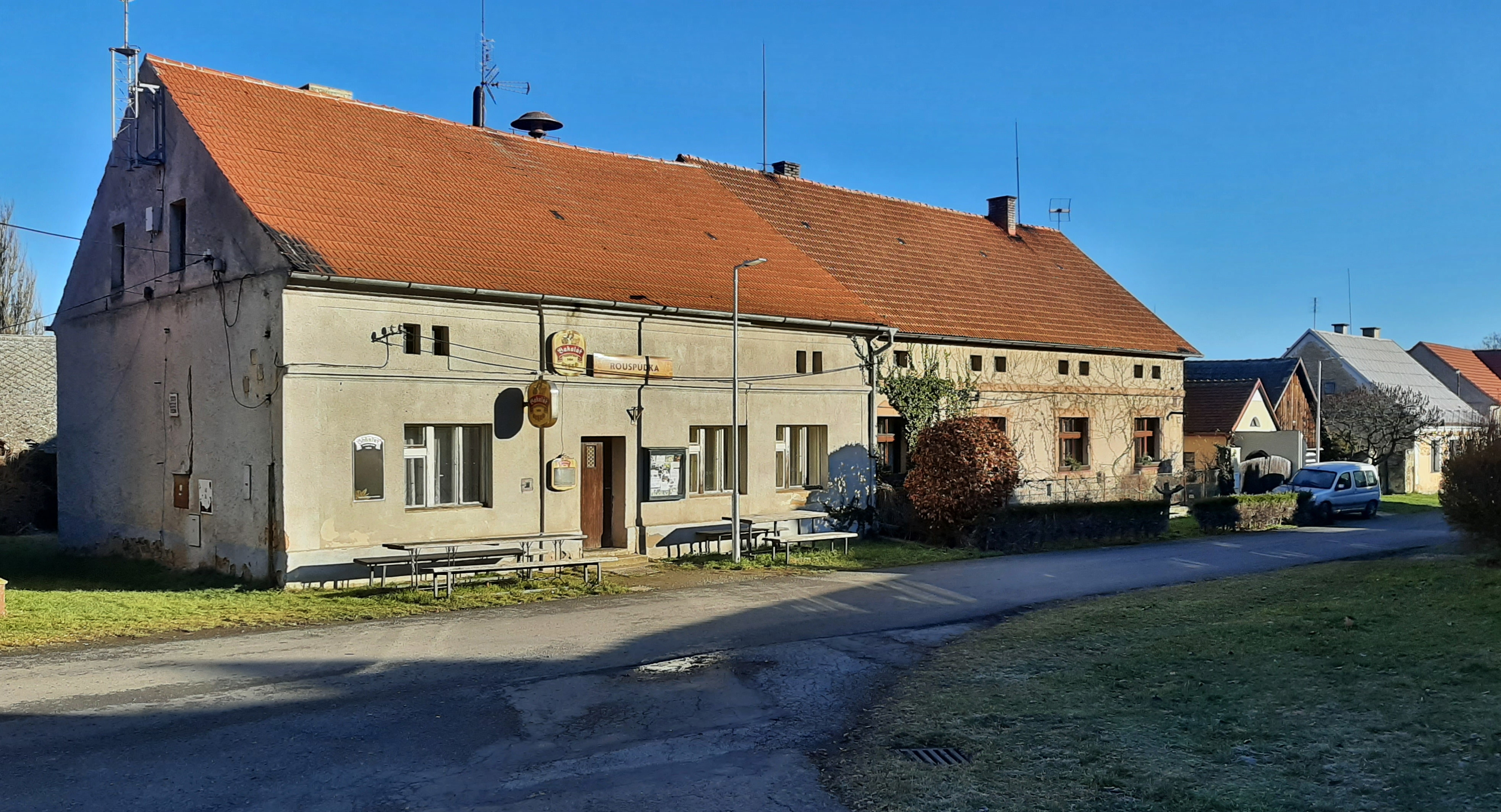
Hospoda
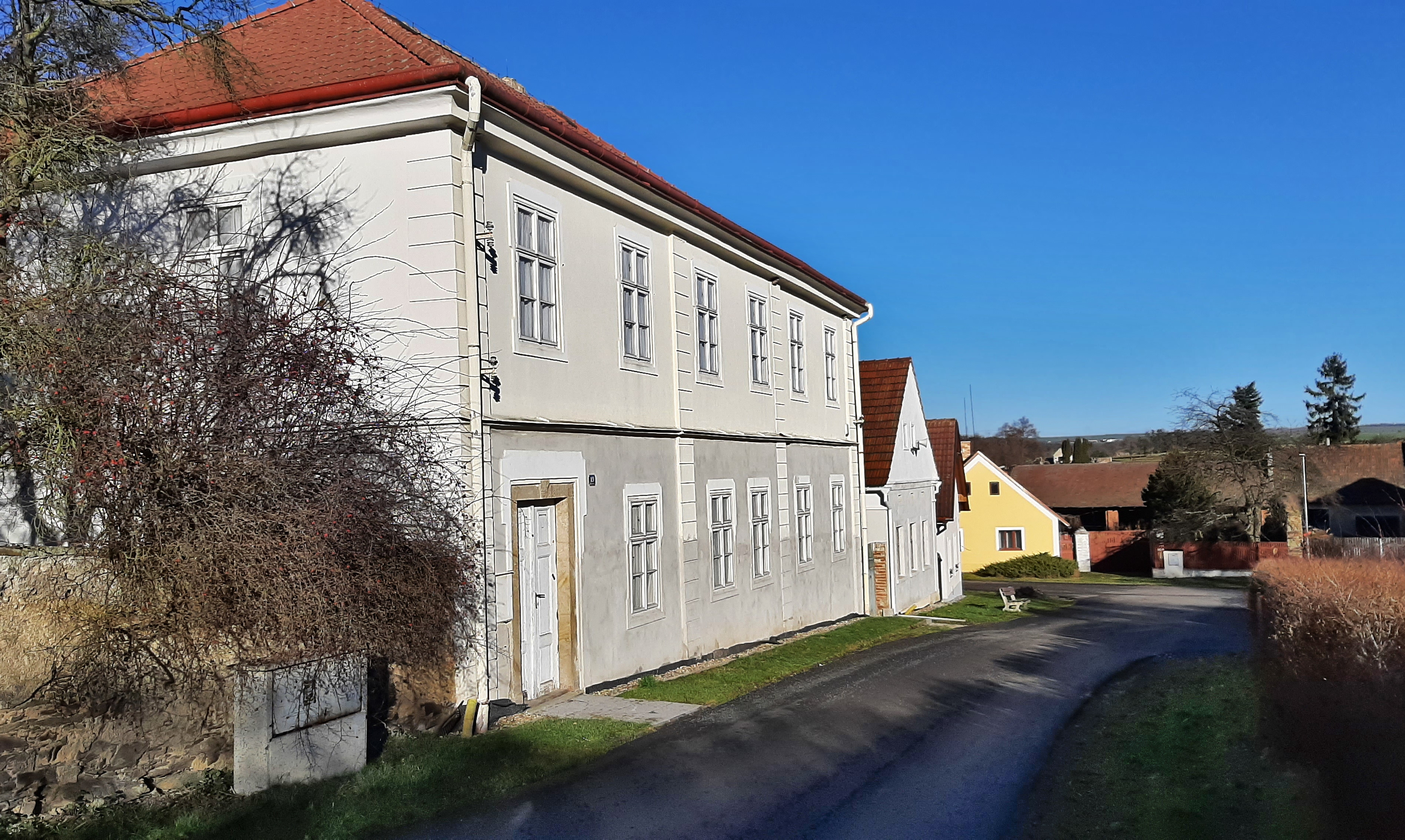
Bývalá škola